# Miyako Sumiyoshi
Miyako Sumiyoshi (jap. 住吉 都 Sumiyoshi Miyako; * 19. März 1987 in Kushiro; † 20. Januar 2018 in Nagano) war eine japanische Eisschnellläuferin.

## Werdegang
Sumiyoshi trat international erstmals bei der Winter-Universiade 2007 in Turin in Erscheinung. Dort gewann sie in der Teamverfolgung die Bronzemedaille. Bei der Winter-Universiade zwei Jahre später in Harbin wurde sie Zehnte über 100 m und jeweils Achte über 500 m und 1000 m. Erstmals am Eisschnelllauf-Weltcup nahm sie zu Beginn der Saison 2011/12 in Tscheljabinsk teil, wobei sie über 500 m die Plätze 20 und 16 errang. Im weiteren Saisonverlauf kam sie über 500 m dreimal unter die ersten zehn und zum Saisonende auf den 13. Platz in der Weltcupwertung über 500 m. Bei den Einzelstreckenweltmeisterschaften 2012 in Heerenveen wurde sie Zwölfte über diese Distanz. In der folgenden Saison lief sie mit fünf Top-Zehn-Platzierungen auf den 12. Platz in der Weltcupwertung über 500 m und erreichte in Erfurt mit dem fünften Platz ihr bestes Ergebnis im Weltcup. Bei der Sprintweltmeisterschaft 2013 in Salt Lake City belegte sie den 13. Platz und bei den Einzelstreckenweltmeisterschaften 2013 in Sotschi den 15. Platz über 500 m sowie den 14. Rang über 1000 m. In der Saison 2013/14 kam sie mit fünf Top-Zehn-Platzierungen auf den zehnten Platz in der Weltcupwertung über 500 m und bei der Sprintweltmeisterschaft 2014 in Nagano auf den 13. Platz. Beim Saisonhöhepunkt, den Olympischen Winterspielen 2014 in Sotschi, belegte sie den 22. Platz über 1000 m und den 14. Rang über 500 m. In der Saison 2014/15 errang sie im Weltcup dreimal den zehnten Platz sowie zweimal den neunten Rang und erreichte damit den 14. Platz in der Weltcupwertung über 500 m. Der zehnte Platz in Erfurt war zugleich ihr letztes Rennen im Weltcup. Bei den Einzelstreckenweltmeisterschaften 2015 in Heerenveen kam sie auf den 21. Platz über 1000 m und auf den 15. Rang über 500 m. Im Januar 2018 wurde sie tot in ihrer Wohnung in Nagano aufgefunden.

## Erfolge

### Olympische Spiele
- 2014 Sotschi: 14. Platz 500 m, 22. Platz 1000 m

### Einzelstrecken-Weltmeisterschaften
- 2012 Heerenveen: 12. Platz 500 m
- 2013 Sotschi: 14. Platz 1000 m, 15. Platz 500 m
- 2015 Heerenveen: 15. Platz 500 m, 21. Platz 1000 m

### Sprint-Weltmeisterschaften
- 2013 Salt Lake City: 13. Platz Sprint-Mehrkampf
- 2014 Nagano: 13. Platz Sprint-Mehrkampf

## Persönliche Bestzeiten
| Disziplin | Zeit        | Datum             | Ort            |
| --------- | ----------- | ----------------- | -------------- |
| 500 m     | 37,49 s     | 26. Januar 2013   | Salt Lake City |
| 1000 m    | 1:14,66 min | 26. Januar 2013   | Salt Lake City |
| 1500 m    | 2:02,11 min | 19. November 2016 | Calgary        |
| 3000 m    | 4:34,80 min | 22. Dezember 2005 | Nagano         |
| 5000 m    | 8:00,71 min | 16. Dezember 2005 | Shibukawa      |